# Jennifer 8. Lee
Jennifer 8. Lee (Nueva York; 15 de marzo de 1976) es una periodista estadounidense de la sección metropolitana del The New York Times. Escribe su segundo nombre como «8.» (con el dígito y el punto a continuación, aunque en su licencia de conductor se encuentra escrito como «Ocho», «Eight» en inglés). 
Muchos nombres chinos y japoneses contienen números escritos en caracteres. Lee le agregó a su nombre el número ocho (el carácter chino 八) cuando era una adolescente. Muchos chinos creen que el número ocho simboliza prosperidad y buena suerte.